# Astropecten eucnemis
Astropecten eucnemis är en sjöstjärneart som beskrevs av Fisher 1919. Astropecten eucnemis ingår i släktet Astropecten och familjen kamsjöstjärnor. Inga underarter finns listade i Catalogue of Life.